# 卡提諾狂新聞
卡提諾狂新聞，常被簡稱為狂新聞。是一個以嘲諷時事為主軸的新聞評論類影片平台。舉凡政治、社會、交通事故等時事議題，均是該平台取材目標。該新聞平台是由網鈺數位科技旗下所代理的卡提諾論壇所經營。

## 歷史
2016年2月18日，第1集狂新聞發布，起初為男聲配音。
2016年3月18日，第5集更換男聲配音（些微加速）。
2016年4月8日，第8集狂新聞由Google翻譯電腦語音作為旁白至今。
2016年8月18日，網站正式上線。
2016年10月12日，網站第一次改版上線。
2022年9月24日，訂閱數突破一百萬。
2023年9月16日，因影片內容長期黃標影響收益，於389集宣布停更，但及後仍於社交平台發佈非影片內容。
2023年11月19日，狂新聞復更，上傳第390集，但未表示之後是否繼續周更。

## 節目
- 卡提諾狂新聞：表定每週六中午 12:00 發布，每週挑選5則新聞時事，以嘲弄、諷刺的方式進行評論。
- 2023年11月19日起復登，改在每週日晚間，每週挑選5則（或6則）新聞時事。
- 狂三小劇場：
- 狂打擾：
- 狂推理：
- 政客日常：在2017年7月5日登場獨立專欄，由卡提諾狂新聞製作人員主動訪問政治人物。

## 爭議

### 發佈時間
卡提諾狂新聞表定發稿時間為台灣時間星期六中午12時更新。自2016年9月起，卡提諾狂新聞開始出現拖稿的情況，本來應在星期六更新的內容，拖延至星期日才發表更新（甚至是星期日晚上）。而2017年2月至日本北海道員工旅遊，第54集拖延至隔週一才更新。自2018年1月起，狂新聞於星期日中午12時更新。

### 捲入藍綠對抗
由於臺灣長期新聞為政治服務的怪現象，狂新聞的政治立場也一直不斷地遭到放風聲、貼標籤。至2016年起，每當狂新聞連續好幾集嘲諷同一政黨，或沒有提起某些政黨醜聞，部分國民黨、民進黨或民眾黨的支持者便會分別攻訐其為綠/藍媒，狂新聞有時也會在影片中自嘲此事。

### 妙禪噤聲事件
當佛教組織佛教如來宗信徒合資送了兩輛勞斯萊斯房車給妙禪法師後，消息在台灣社會中熱烈討論，但是卡提諾狂新聞在83集以及84集並未提及相關消息。並傳出製作狂新聞的老闆是妙禪信徒。在85集的狂新聞終於有所提及，以「業力引爆」作標題，並將狂新聞字體顏色改為紫色，至於因事件離職的「狂小編」及後自立門戶成立老天鵝娛樂。

## 相關連結
1. 卡提諾狂新聞網站
2. 卡提諾狂新聞Facebook粉絲專頁 （页面存档备份，存于）
3. 卡提諾狂新聞Youtube播放清單 （页面存档备份，存于）